# Регей Іван Іванович
Регей Іван Іванович (22 вересня 1958 р., с. Ганнусівка Івано-Франківська обл.) — доктор технічних наук, професор, завідувач кафедри поліграфічних і пакувальних машин та технології пакування Української академії друкарства.

## Біографія
Народився в с. Ганнусівка Івано-Франківська обл. Після закінчення школи поступив до МПТУ № З Івано-Франківська, яке закінчив у 1977 р. Навчався в 1977–1982 рр. в УПІ ім Ів. Федорова, який закінчив з відзнакою і був залишений в інституті для наукової роботи. У 1982–1984 рр. служив у лавах Збройних сил. Має двох дітей.

## Наукова та викладацька діяльність
В 1989 р. Регея І. І. прийняли на навчання в аспірантуру при УПІ ім. Ів. Федорова. Захистив у 1991 році кандидатську дисертацію на тему «Розробка засобів підвищення якості викладування продукції в газетних машинах і агрегатах» (науковий керівник Дідич В. П.).
На викладацькій роботі з 1991 року. Пройшов шлях від асистента до професора кафедри. Започаткував новий науковий і освітній напрямок для Української академії друкарства — машини і технологія пакування.
Захистив у 2007 році докторську дисертацію на тему «Наукові основи розроблення енергоощадної технології і засобів виготовлення розгорток картонного паковання» (науковий консультант Полюдов О. М.).
З 2009 р. по 2012 р. — завідувач кафедри «Машини і технологія пакування». З вересня 2012 р. працює завідувачем кафедри «Поліграфічні і пакувальні машини та технологія пакування».
Є членом редколегії багатьох фахових видань.

## Творчий доробок
Автор понад 130-ти наукових та навчально-методичних публікацій та монографії. Напрям наукової діяльності — розроблення енергоощадної технології та засобів виготовлення паперово-картонних виробів, удосконалення традиційної технології штанцювання картонних розгорток.